# Дмитриченко Володимир Савелійович
Володимир Савелійович Дмитриченко (15 квітня 1925, Білозір'я — 22 грудня 1981, Київ) — український науковець-філософ, історик філософії, педагог. Доктор філософських наук (1978), професор. Шістдесятник, засуджував радянський тоталітарний режим, активно боровся з офіційною партійною історіографією, наголошував на ідеях незалежності та свободи України.
Учасник німецько-радянської війни, майор військової служби. Брав участь, зокрема, у битві за Дніпро, під час якої командував стрілецьким взводом. Після завершення війни, протягом 30 років — педагог Київського державного університету імені Тараса Шевченка (1951—1981), з яких два роки — завідувач кафедри історії філософії. Автор понад 50 наукових робіт.

## Життєпис

Могила Володимира Дмитриченка, Байкове кладовище

Народився 15 квітня 1925 року у селі Білозір'я на Київщині (теперішня територія Черкащини). У 1941 році вступив до Сталінградської школи фабрично-заводського учнівства № 21, але не встиг її закінчити через початок війни.
У вересні 1942 року призваний до лав Червоної армії (169-та стрілецька дивізія). У цьому ж місяці був поранений, перебував на лікуванні до серпня 1943 року. У грудні того ж року керував стрілецьким взводом під час битви за Дніпро, був тяжко поранений. Демобілізований за інвалідністю у званні майора. Нагороджений низкою бойових орденів та медалей, зокрема орденом Слави III ступеня.
У лютому 1945 року вступив на педагогічні курси Черкаського учительського інституту. У вересні 1945 року зарахований до нього як студент. Через рік перевівся на кафедру історії філософії філософського факультету Київського державного університету імені Тараса Шевченка, який закінчив у 1951 році.
Відтоді ж — асистент, пізніше — старший викладач кафедри історії філософії. У 1955 році закінчив аспірантуру та здобув науковий ступінь кандидата філософських наук, захистивши дисертацію на тему «Общественно-политические и философские взгляды Я. П. Козельского».
З 1956 року — доцент кафедри, пізніше затверджений у вченому званні професора. Декілька разів здійснював науково-педагогічні відрядження до зарубіжних країн, зокрема до В'єтнаму (1964 рік) та Німецької Демократичної Республіки (1970 рік).
У 1978 році здобув науковий ступінь доктора філософських наук, захистивши дисертацію на тему «Социалистическая мысль революционных демократов Украины 70-х — начала 80-х годов XIX века: Вопросы методологии, истории и теории». Через рік очолив кафедру історії філософії, якою керував до кінця життя.
Раптово помер на 57-му році життя 22 грудня 1981 року. Похований разом з родиною на Байковому кладовищі (ділянка № 33, 50°25′2.05″ пн. ш. 30°30′6.40″ сх. д. / 50.4172361° пн. ш. 30.5017778° сх. д.).

## Наукова діяльність
Автор понад 50 наукових робіт. Педагог низки докторів та кандидатів наук, зокрема, Віктора Андрущенка, Ігоря Лосєва, Івана Огородника тощо.
Філософ-шістдесятник. Засуджував радянський тоталітарний режим, активно боровся з офіційною партійною історіографією, наголошував на ідеях незалежності та свободи України. Викладав матеріал виключно українською мовою, що викликало невдоволення партійних функціонерів уряду Володимира Щербицького. Учень Володимира Дмитриченка, Ігор Лосєв, згадував:
|  | Історію античної філософії у нас дуже цікаво і по-українськи викладав доцент Володимир Дмитриченко. У перервах у курилці його оточували мої однокурсники і обсипали компліментами, при цьому ненав’язливо цікавлячись, а чи не варто було б перейти на більш, у науковому сенсі, «перспективну» російську мову. |

Протиборство з усталеними радянськими історичними кліше призвело до проблем із докторською дисертацією — її захист був відсунутий на сім років. Як згадував учень Дмитриченка, Іван Огородник, наслідком перепонів у науковій діяльності стала рання смерть професора у 56-річному віці.
Досліджував історію соціалізму в Україні, історію філософії. Один з перших радянських філософів-дослідників історії філософії від часів Київської Русі. Займався аналізом соціальних поглядів Михайла Драгоманова, Сергія Подолинського, Федора Вовка, Якова Козельського тощо, вивчав характер формування соціал-демократичних партій.
У 2020 році ідеї та напрямки досліджень Володимира Дмитриченка докладно проаналізував колектив науковців КНУ імені Тараса Шевченка (під керівництвом ректора Леоніда Губерського) у монографії «Київська світоглядно-гносеологічна школа другої половини XX ст.». Професор Анатолій Конверський згадував професора Дмитриченка на сторінках монографії, як «майстра своєї справи, який яскраво репрезентував власну оригінальну сторінку в філософській науці та освіті».

## Науковий доробок (частковий)
- Общественно-политические и философские взгляды Я. П. Козельского: диссертация кандидата философских наук : 09.00.00. — Киев, 1955. — 366 с.
- Хрестоматия по истории общественно-политической и философской мысли народов СССР эпохи феодализма (по XVIII в. включительно): [Для гуманитарных фак. ун-тов УССР] / Сост. В. С. Дмитриченко. — Киев: Изд-во Киев. ун-та, 1959. — 1 т.; 23 см.
- Розвиток філософської думки в стародавньому Китаї. — К., 1959 (співавт. В. Шинкарук)
- Дмитриченко В. С. Нариси з історії суспільно-політичної та філософської думки народів СРСР доби феодалізму. К. : Вид-во Київського університету, 1961.
- Дмитриченко В. С., Рудько М. П. Соціалістичні погляди М. П. Драгоманова в період демократичного піднесення 70-х років ХІХ ст. // Український історичний журнал, 1966. № 9. С. 36—45
- Проблема суспільного ідеалу у творчості Т. Г. Шевченка // Проблеми філософії. — К., 1966. — Вип. 3
- За правдиве висвітлення ідейної спадщини та діяльності С. А. Подолинського // Комуніст України. — 1966. — № 8
- До оцінки соціалістичних поглядів М. П. Драгоманова (1841—1895) / В. С. Дмитриченко // З історії філософії та соціології на Україні: республіканський міжвідомчий збірник / відп. ред. : В. Ю. Євдокименко. — АН Української РСР, Ін-т філософії. — Київ: Наукова думка, 1968. — С. 83-95.
- Українські соціалісти 70-80-х років ХІХ ст. про державу / В. С. Дмитриченко // Проблеми філософії: міжвід. наук. зб. — Київ, 1969. — Вип. 13. — С. 72-77.
- Українські соціалісти-семидесятники XIX ст. про шляхи переходу до соціалізму // Проблеми філософії. — 1970. — Вип. 18
- Соціалістичні погляди Ф. П. Вовка // Проблеми філософії. — 1972. — Вип. 23
- Соціалістична думка на Україні в 70-х — на початку 80-х років ХІХ ст. / В. С. Дмитриченко. — Київ: Вища школа, 1974. — 224 с.
- Социалистическая мысль революционных демократов Украины 70-х — начала 80-х годов XIX века: Вопросы методологии, истории и теории: диссертация доктора философских наук : 09.00.03. — Киев, 1978. — 398 с.